# فرد اینسورث
فرد اینسورث (انگلیسی: Fred Ainsworth; ۲۹ ژوئن ۱۸۹۴ – ۱۹۸۱ (۸۶−۸۷ سال)) بازیکن فوتبال اهل بریتانیا بود.
از باشگاه‌هایی که در آن بازی کرده‌است می‌توان به باشگاه فوتبال دربی کانتی اشاره کرد.